# Domingo Bethancourt
Roman Domingo Bethancourt Mazariegos (Quetzaltenango, 20 de diciembre de 1906-29 de febrero de 1980) fue un marimbista y compositor guatemalteco. Sus obras para marimba se encuentran entre las más populares de Centroamérica.

## Biografía
Roman Domingo Bethancourt Mazariegos nació el 20 de diciembre de 1906 en Quetzaltenango (Guatemala). Se formó bajo el ejemplo de su padre Francisco Román Bethancourt Mazariegos y hasta el presente es uno de los favoritos del repertorio musical de marimba en Guatemala y Centroamérica. 
En 1928 cambió el nombre de su «Compañía Marimbistica Dos de octubre» por el de «Marimba Ideal», agrupación que ha permanecido activa  en manos de sus descendientes y fue reconocida por el gobierno de Guatemala con la orden Presidencial de Rafael Álvarez Ovalle en el año 2000, como Patrimonio Cultural de la Nación en 2006, con la orden del soberabo Congreso de la República de Guatemala en 2009.
Con la «Marimba Ideal» interpretó en vivo diariamente en la Radio Morse de Quetzaltenango. También estableció otro conjunto de trayectoria que continúa hasta la actualidad, «La Voz de Los Altos» y que actualmente no está vigente.
Con estas agrupaciones Domingo Bethancourt realizó numerosas giras por la región de Estados Unidos y Centroamérica, llegando a grabar dieciséis discos de larga duración.
Falleciendo el 29 de febrero de 1980 en Quetzaltenango.

## Obras
Sus composiciones de tono «alegre» y «animada», surgidas de la misma práctica marimbística, han tenido una notable influencia en el desarrollo del repertorio ligero guatemalteco y de la identidad regional de Quetzaltenango y de toda la República de Guatemala. Otros compositores, como Rodolfo Narciso Chavarría, le dedicaron composiciones que él mismo también se dedicó a difundir. Y le concedió el botón de oro el gobierno de Guatemala.

## Premios
El gobierno de Guatemala le otorgó la Orden del Quetzal, en el Grado de Comendador y la casa de la cultura de Quetzaltenango, le concedió el Botón de oro. Uno de sus mayores éxitos fue «Ferrocarril de Los Altos».

## Obras seleccionadas
- María Elena.
- Verano azul.
- Otra copa compadre.
- San Francisco Zapotitlán.
- San Pedro Soloma.
- Santa Cruz Barillas.
- Santiaguito.
- Santo Tomás de Castilla.
- Tejutla.
- Verónica.
- Ferrocarril de Los Altos
- Clavel en botón.
- Muchachas Genovenses.
- La Matraquita.
- Xelajú en feria.
- Antonieta.
- Corrido de Los Altos.
- Ana Elizabeth.
- María.
- Aguacatán.
- Rumor de besos.
- Antonieta.
- Caty.
- Automovilistas Guatemaltecos.
- En la soledad.
- Tardes deportivas.
- Cobán
- El tiempo todo lo borra.
- Don Quijote.
- Silba Zapatero.
- Recuerdos de un amigo.
- Los Colados.
- Callecitas de los Álamos.
- El grito.[cita requerida]